# یوری زایتسف
یوری زایتسف (روسی: Юрий Константинович Зайцев؛ زادهٔ ۱۷ ژانویهٔ ۱۹۵۱) وزنه‌بردار اهل شوروی بود.